# Alfred Pamard
Alfred Paul Hippolyte Pamard est un médecin et chirurgien, né à Avignon le 12 mai 1837, et mort dans la même ville le 20 mai 1920 .

## Biographie
Alfred Pamard est le fils de Paul Antoine Marie Pamard, docteur en médecine et en chirurgie, médecin chef des hospices de la ville d'Avignon et de Louise Thérèse Paule Fortunet, son épouse.
Il est docteur en médecine de la faculté de médecine de Paris, en 1861. Il est nommé chirurgien en chef de l'Hôtel-Dieu d'Avignon en 1862 et membre du Conseil d'hygiène publique et de salubrité du département de Vaucluse, professeur du cours d'accouchement du département de Vaucluse la même année.
Pendant la guerre franco-allemande de 1870, il a été chirurgien en chef de la 4e ambulance de la Société de secours aux blessés des armées de terre et de mer et a servi auprès de l'armée du Rhin, de l'armée de la Loire et de l'armée de l'Est.
Il a été élu correspondant national pour la division de pathologie chirurgicale le 10 juin 1890 de l'Académie nationale de médecine. Il est élu associé national le 2 mai 1899.
Il a été président de l'Académie de Vaucluse en 1883-1884 et en 1893.

## Famille
- Pierre Pamard (Haulchain, 1669-Avignon, 1728), chirurgien originaire des Flandres, il s'est établi à Avignon vers 1697.
  - Nicolas-Dominique Pamard (1702-1783)
    - Pierre François Bénézet Pamard (1728-1793), maître en chirurgie, chirurgien en chef des hôpitaux d'Avignon, chirurgien occultiste. Il invente une pique pour tenir l'œil pendant l'opération de la cataracte. Associé à l'Académie royale de médecine en 1784.
      - Jean-Baptiste Antoine Bénézet Pamard (1763-1827), docteur en médecine, maître en chirurgie en 1782. Il est membre de l'Athénée de Vaucluse. Chevalier de la Légion d'honneur[1]
        - Virginie Marie Julie Magdelaine Pamard (1800-1851)
        - Paul Antoine Marie Pamard (1802-1872), docteur en chirurgie en 1825, chirurgien à l'Hôtel-Dieu, professeur de clinique chirurgicale, député du Vaucluse. Maire d'Avignon, il a fait construire l'hôtel de ville et tracer la rue de la République. Officier de la Légion d'honneur[2].
          - Alfred Paul Hippolyte Pamard (1837-1920).
            - Paul François Bénézet Pamard (1874-1961), médecin militaire, officier de la Légion d'honneur[3]

          - Ernest Antoine Augustin Pamard (1842-1916), général de division, grand officier de la Légion d'honneur[4]

## Publications
- La quatrième ambulance de la société de secours aux blessés pendant la guerre de 1870-1871, Aubanel, Avignon, 1915
- L'Observatoire du Mont-Ventoux, dans Mémoires de l'Académie de Vaucluse, 1918, p. 81-99 (lire en ligne)

## Récompenses et distinctions
- Chevalier de la Légion d'honneur en 1871
- Officier de la Légion d'honneur en 1885[5]